# Šu-turul
Šu-turul ali Šu-durul (klinopisno 𒋗𒄙𒄒, shu-tur2-ul3) je bil zadnji kralj Akadskega kraljestva, ki je po Seznamu sumerskih kraljev vladal petnajst let. S seznama je razvidno, da je nasledil svojega očeta Duduja. Nekaj predmetov in odtisi pečatov kažejo, da je vladal na zelo okrnjenem akadskem ozemlju, ki je obsegalo Kiš, Kutub in Ešnuno. Reka Dijala se je takrat imenovala tudi "Šu-durul".

## Seznam sumerskih kraljev
Seznam sumerskih kraljev trdi, da je Akadsko kraljestvo po njegovi smrti propadlo in ponovno prišlo  pod oblast Uruka. V nadaljevanju so navedena imena šestih uruških vladarjev, vendar nobeden ni arheološko potrjen. Vsi dokazi, razen Seznama kraljev, kažejo, da je propadlo Akadsko kraljestvo prišlo pod neposredno oblast Gutijcev iz pogorja Zagros, ki so vzpostavili svojo oblast v več južnih mezopotamskih  mestnih državah, vključno z Urukom, Urom in Lagašem, in približno takrat razglasili svojo neodvisnost.

## Napisi
Znanih je nekaj napisov s Šu-turulovim imenom. Eden od njih se glasi:
"Mogočni Šu-turul, kralj Agade"
— šu-turulov napis
Šu-turul  je omenjen tudi na votivnem kiju s posvetilom bogu Nergalu:
𒀀𒈾 𒀭𒊊𒀕𒃲 𒀀𒈾 𒈾𒂍𒋛 𒋗𒄙𒄒 𒈗𒌷 𒀀𒂵𒉈𒆠 𒆷𒁀?𒋳 𒉺𒀠𒂍 𒀀𒈬𒊒

a-na {d}ne3-iri11-gal a-na na-'a3-si szu-tur2-ul3 szar3-ri2 a-ga-de3{ki} la-ba-'a3?-szum szabra e2 a mu-ru

"Nergalu, za življenje Šu-turula, Kralja Akada, sem Laba-erišum, dvorni prerokovalec, posvetil ta kij"
— Šu-turulov kij, Britanski muzej, BM 114703
- Prepis napisa na strani Šu-turulovega votivnega kladiva[6][10][11]
- Gutijci končajo Šu-turulovo vladavino, ilustracija iz 19. stoletja
- Šu-turul na akadskem družinskem drevesu